# Ewarysta
Ewarysta – żeński odpowiednik imienia Ewaryst.
Ewarysta imieniny obchodzi 26 października i 23 grudnia.
W 1994 nosiły je w Polsce 24 kobiety.